# Arosio TI
| TI ist das Kürzel für den Kanton Tessin in der Schweiz. Es wird verwendet, um Verwechslungen mit anderen Einträgen des Namens Arosio zu vermeiden. |

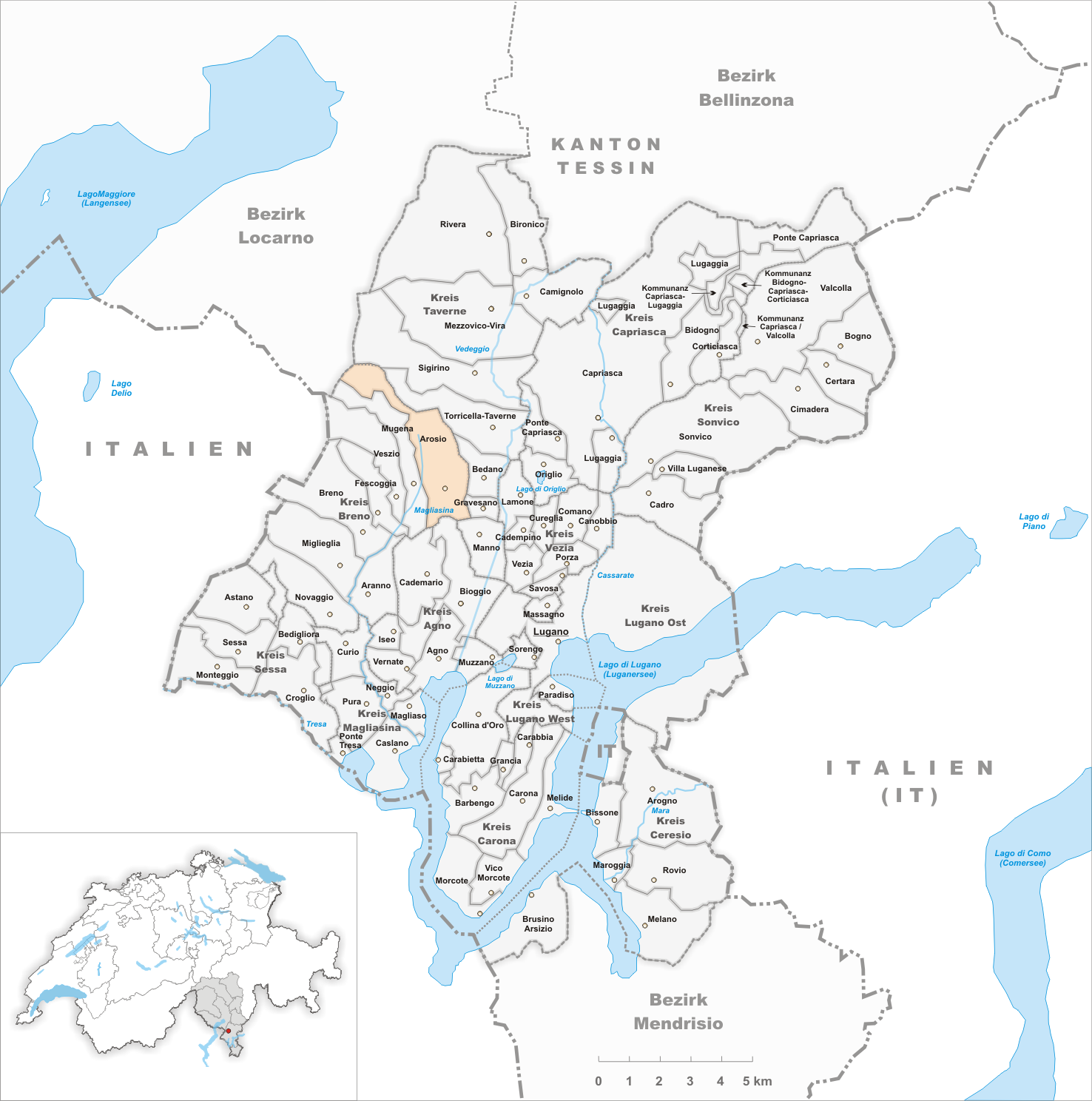
Gemeindestand vor der Fusion am 13. März 2005

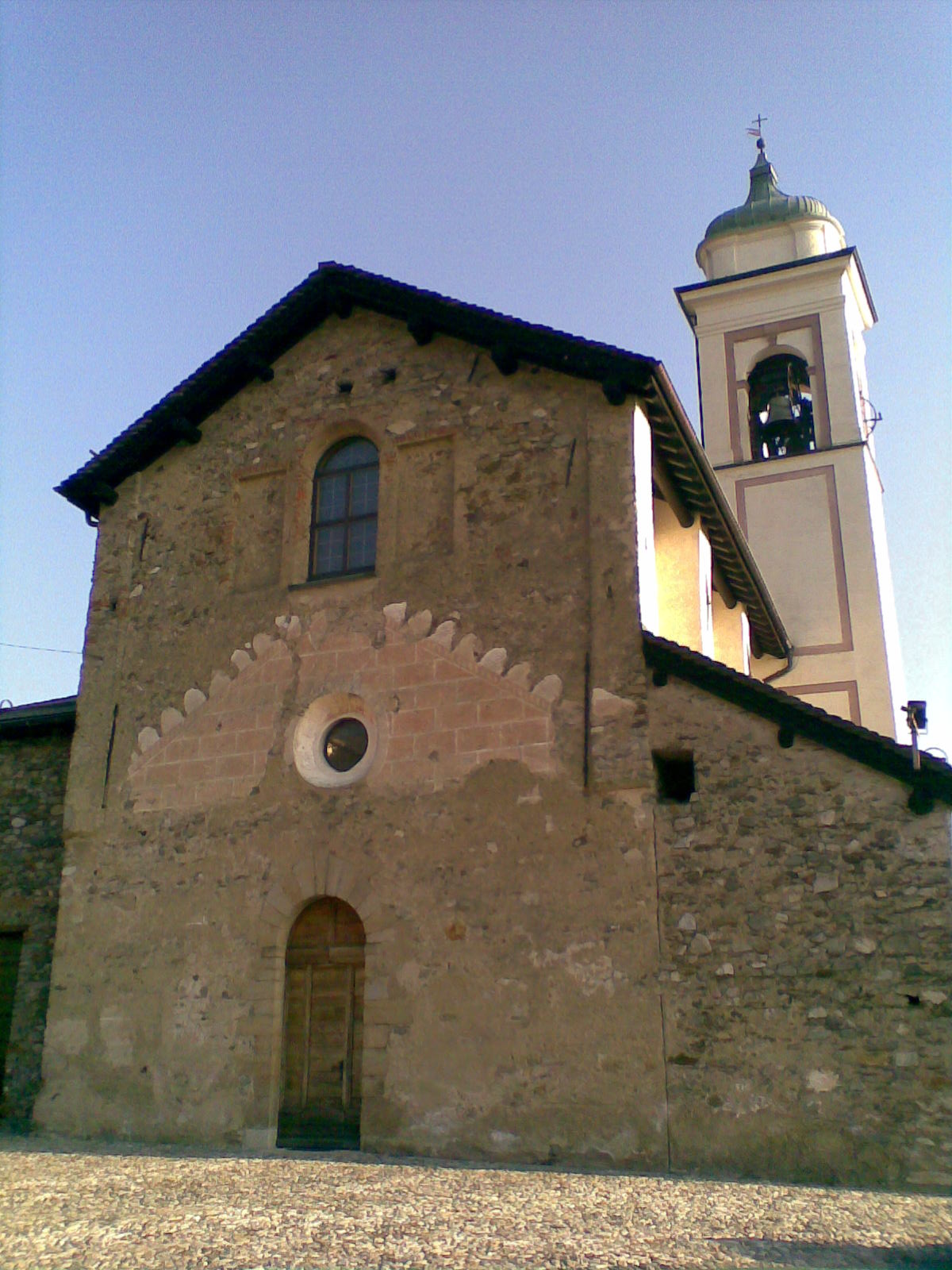
Kirche San Michele

Historisches Luftbild aus 1500 m von Walter Mittelholzer von 1919

Arosio ist Teil der Tessiner Gemeinde Alto Malcantone, im Kreis Breno im Bezirk Lugano und befindet sich im oberen Malcantone.

## Geographie
Arosio besteht aus zwei voneinander getrennten Siedlungen Terra di sopra und Terra di sotto und ist überwiegend eine Wohngemeinde. Überliefert ist die Römerstrasse von Ponte Tresa zum Monte Ceneri durch das Gemeindegebiet.

## Geschichte
Der Fund einer grösseren Menge römischer Münzen spricht für die Überlieferung, nach der eine Römerstrasse von Ponte Tresa TI und Novaggio nach Arosio hinauf und von dort zum Monte Ceneri hinunter geführt haben soll. Frühere Formen des Namens sind Arosium, Aloxio, Aroxio, Roseo. Rosio. Zum ersten Mal wird das Dorf 1180 erwähnt; 1217 besass hier die Kirche Santa Maria in Como Grundstücke, ebenso das Kloster Sant’Abbondio in Como. Der Bischof von Como hatte den Kastanienzehnten, der am Anfang des 19. Jahrhunderts zurückgekauft wurde. Unter den Herzögen von Mailand musste Arosio in der ersten Hälfte des 15. Jahrhunderts 30 Mann zum Heer stellen. Arosio gehörte früher zur Kirchgemeinde Agno TI, doch weiss man nicht, wann es sich davon loslöste. 1571 bildete es bereits eine Unterpfarrei, jedoch verlangte Arosio noch am 30. September 1599 die gänzliche Trennung von Agno.
Arosio fusionierte am 13. März 2005 mit den früheren Gemeinden Breno, Fescoggia, Mugena und Vezio zur neuen Gemeinde Alto Malcantone. Arosio ist aber nach wie vor eine eigenständige Bürgergemeinde.

## Bevölkerung
Einwohnerzahlen: Volkszählungsdaten

## Sehenswürdigkeiten
- Pfarrkirche San Michele mit Fresken des Malers Antonio da Tradate (1508)[5][6]
- Oratorium Santa Maria di Cimaronco, restauriert (1927/1928), mit Stuckarbeiten von Pietro Ferroni zu Arosio und Fresken des Malers Bartolomeo Rusca[5]
- Schalenstein im Ortsteil Lenguart (830 m ü. M.)[7]

## Sport
- Associazione Calcistica Arosio[8]

## Bildergalerie

Flugaufnahme 1948
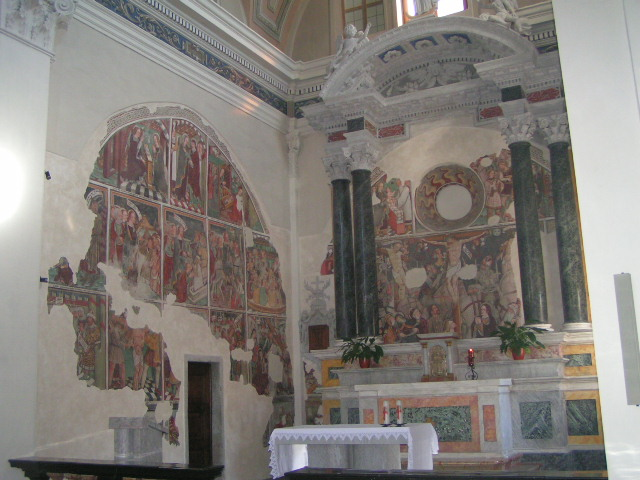
Kirche San Michele, Fresken
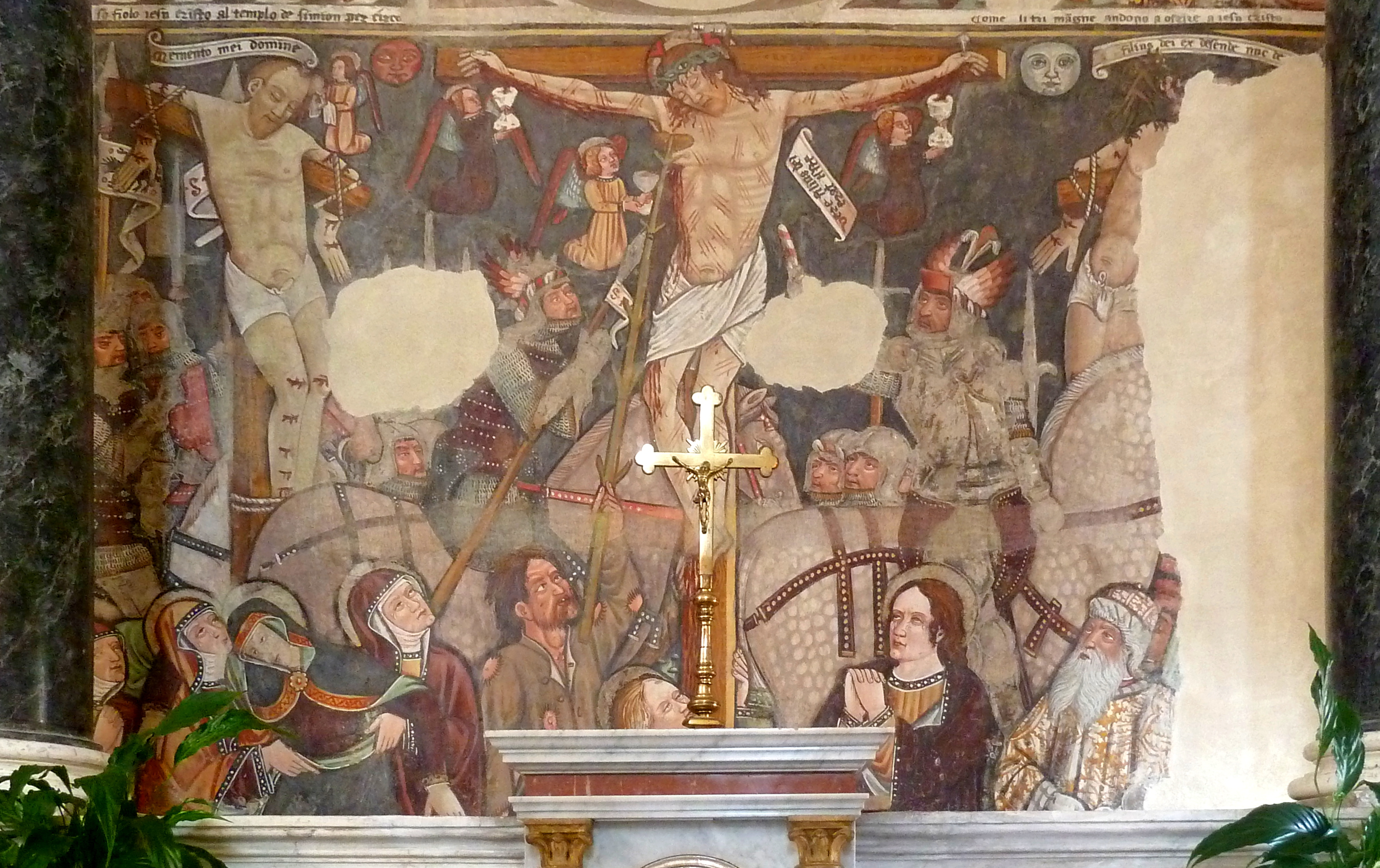
Kirche San Michele, Fresko der Kreuzigung
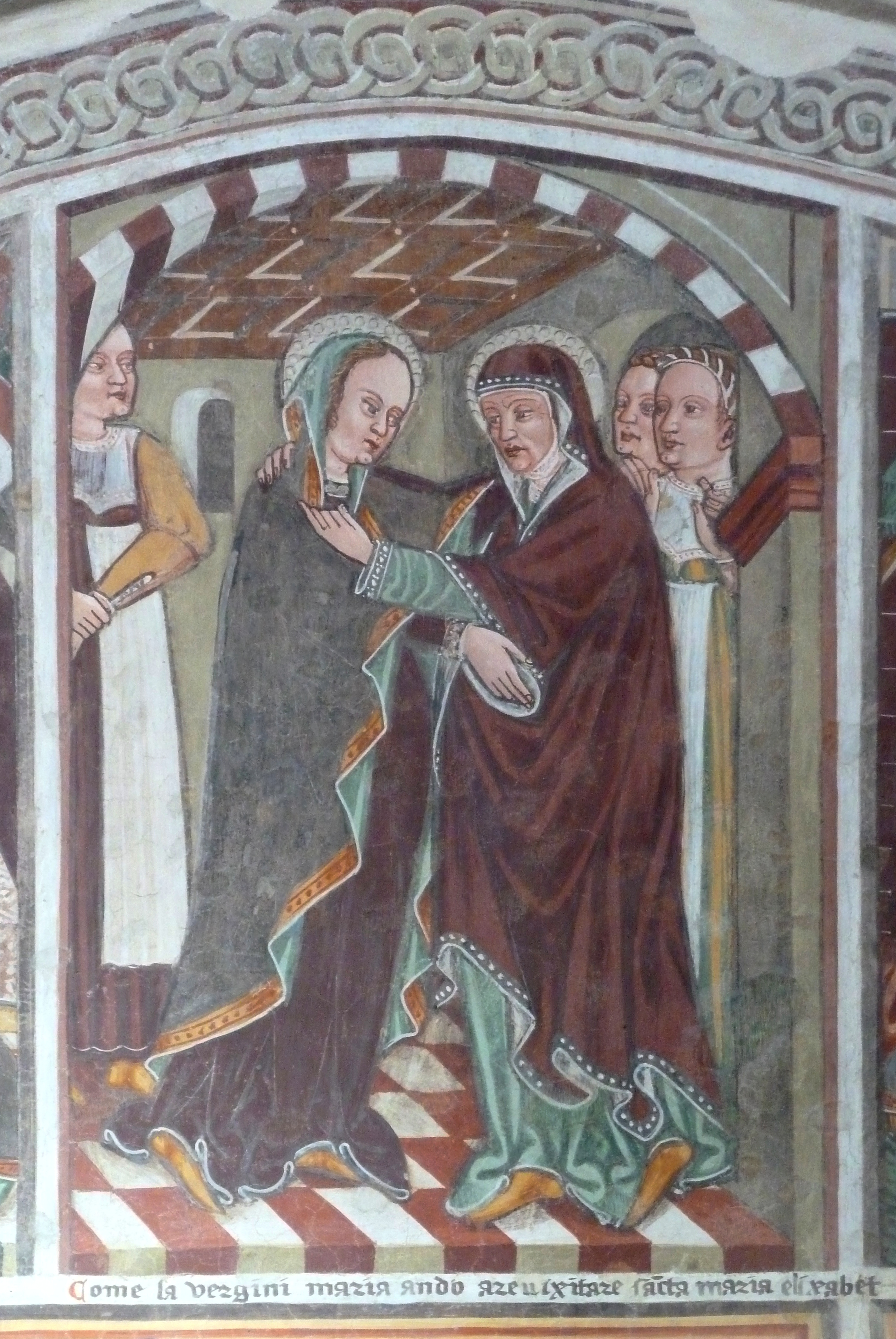
Fresko der Heimsuchung Mariä
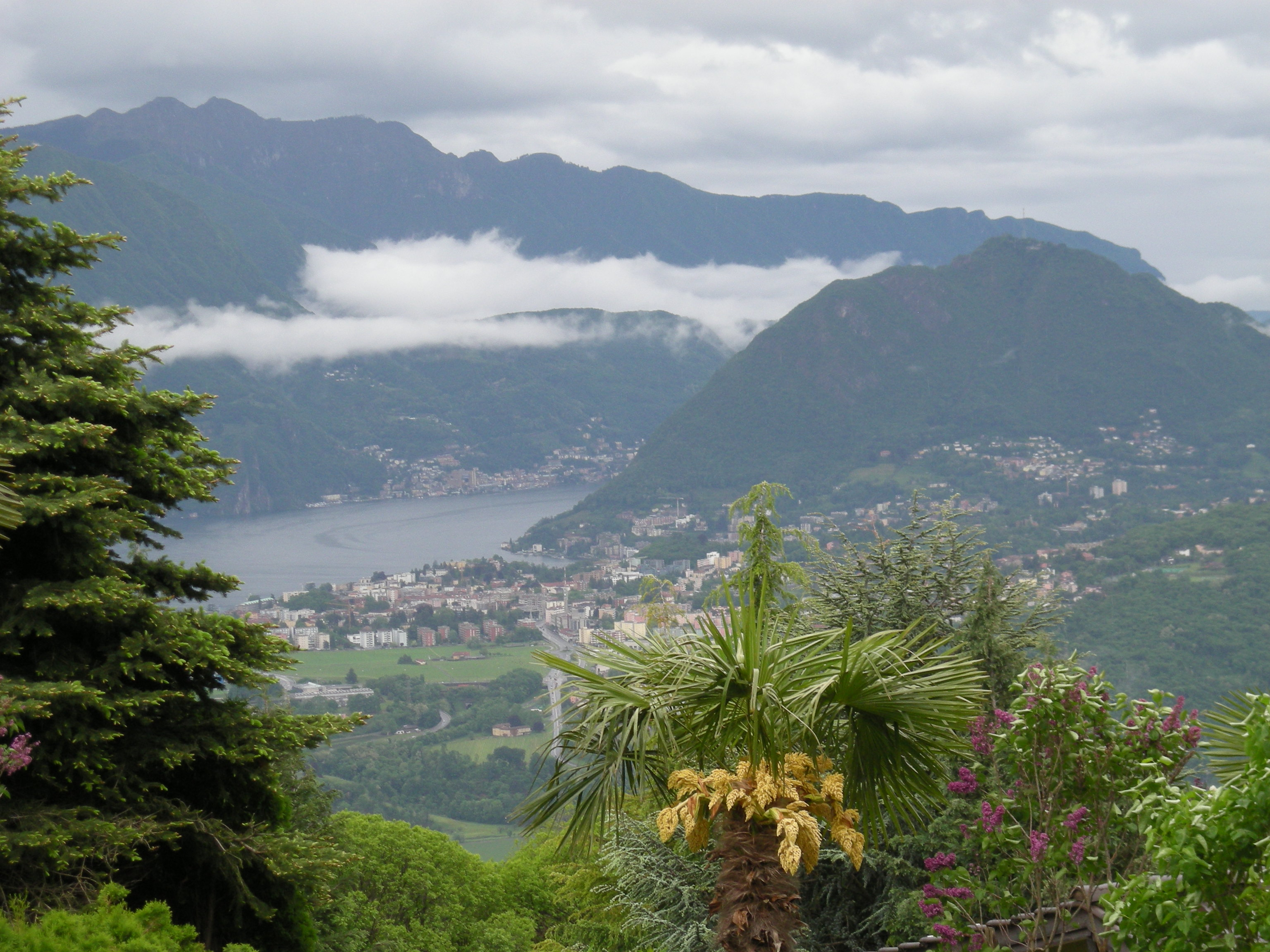
Blick auf Lugano
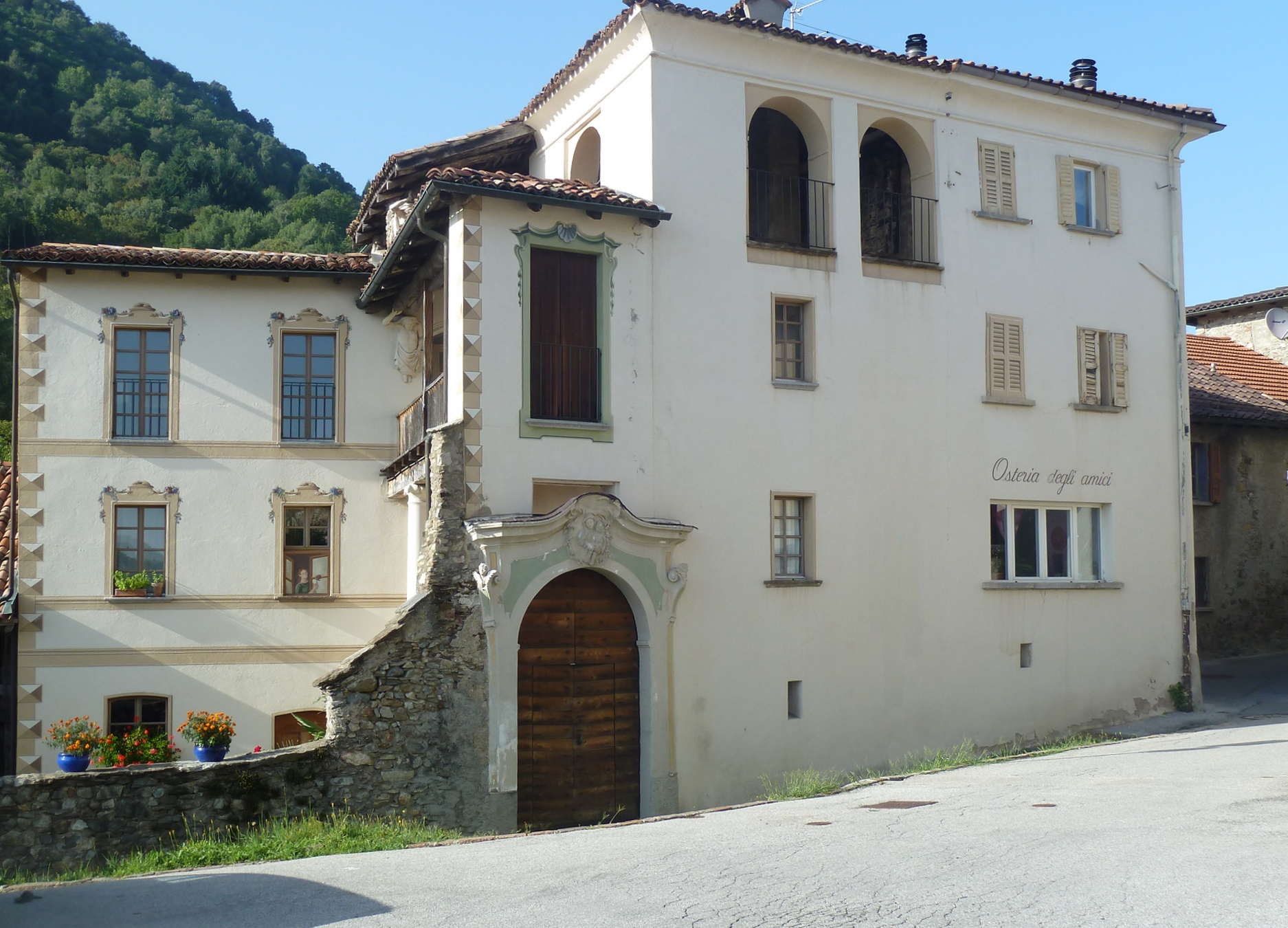
Palazzetto Ferroni
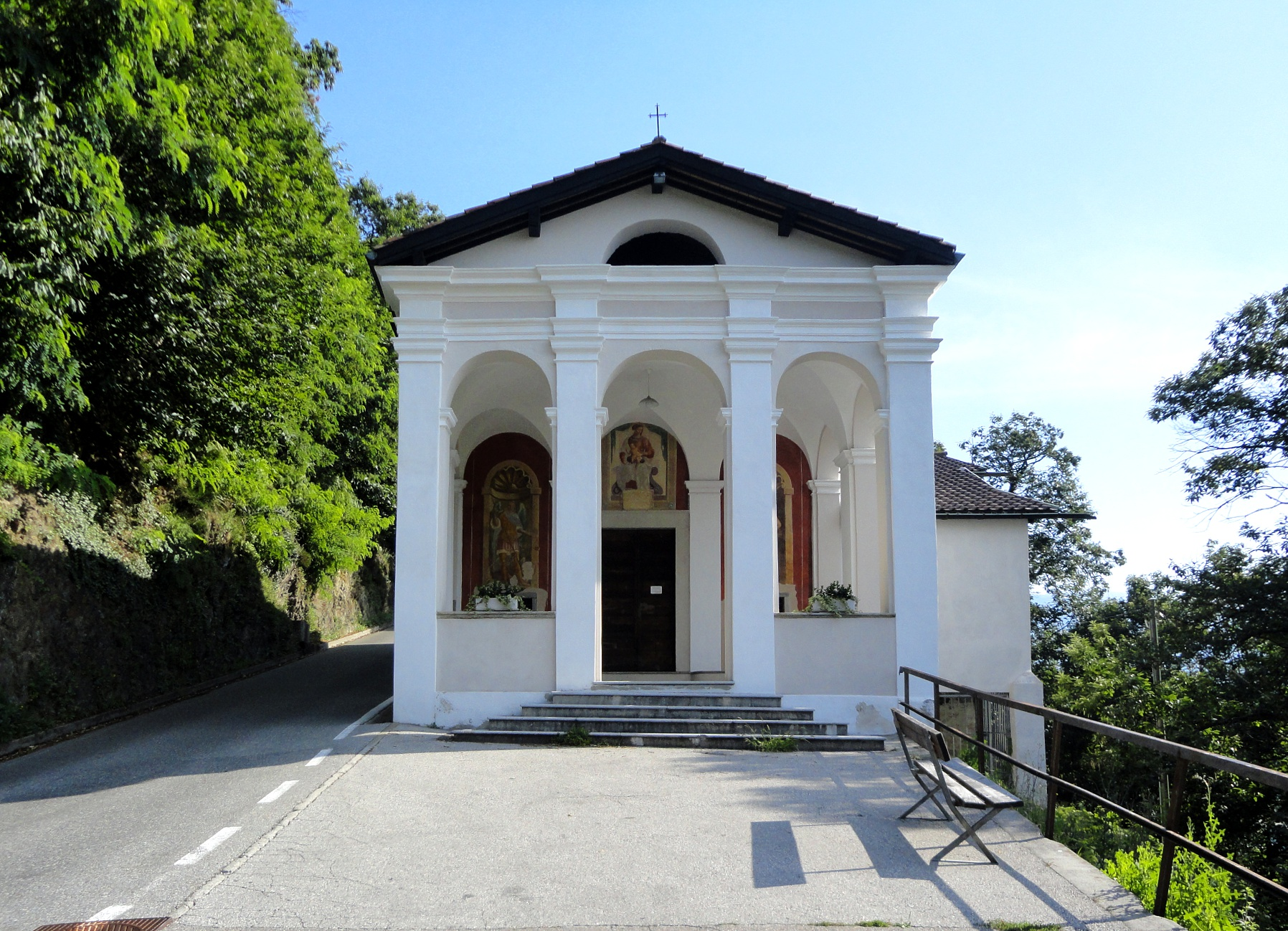
Oratorium Madonna di Cimaronco
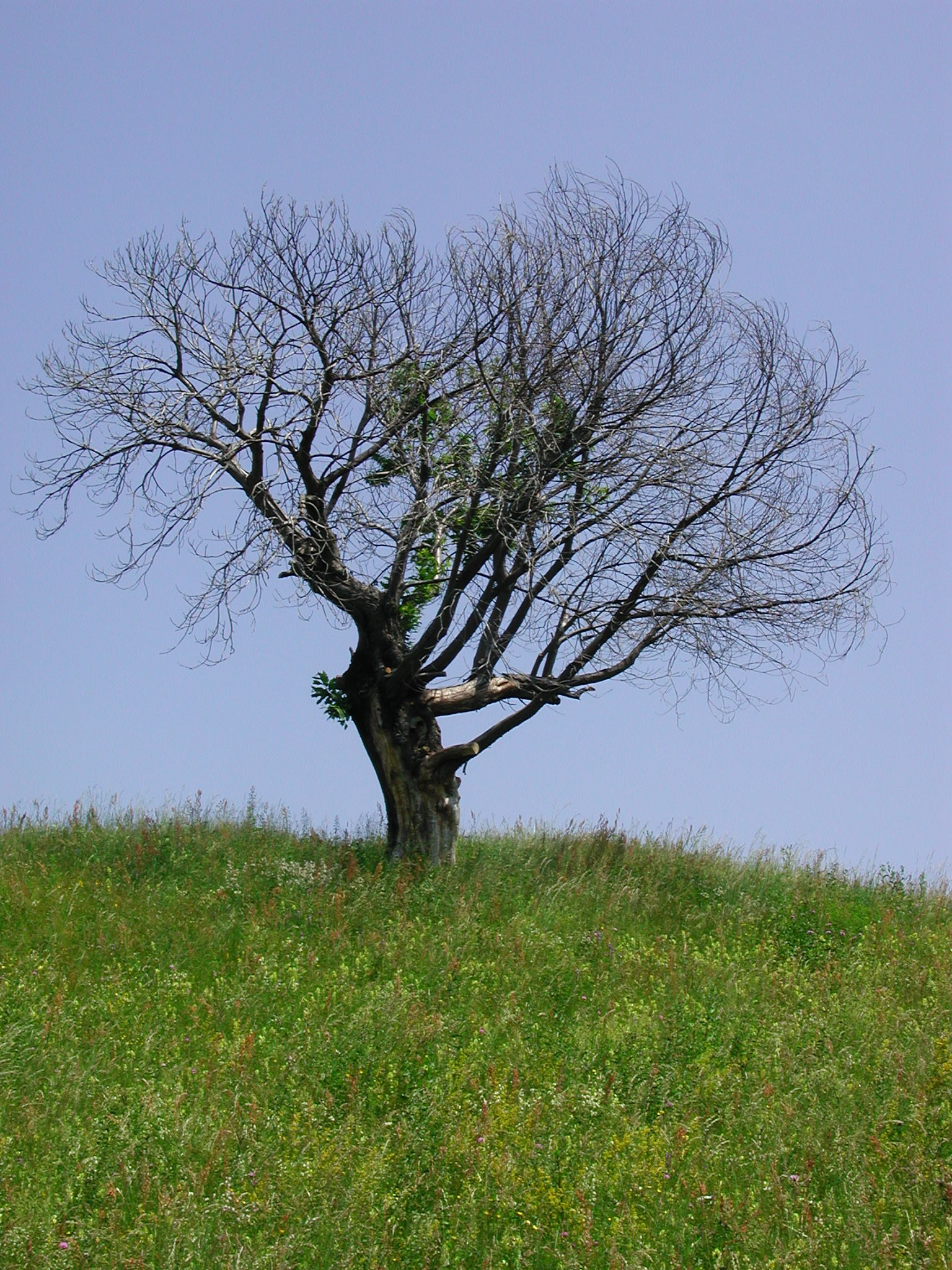
Baum auf der Alpe Agra
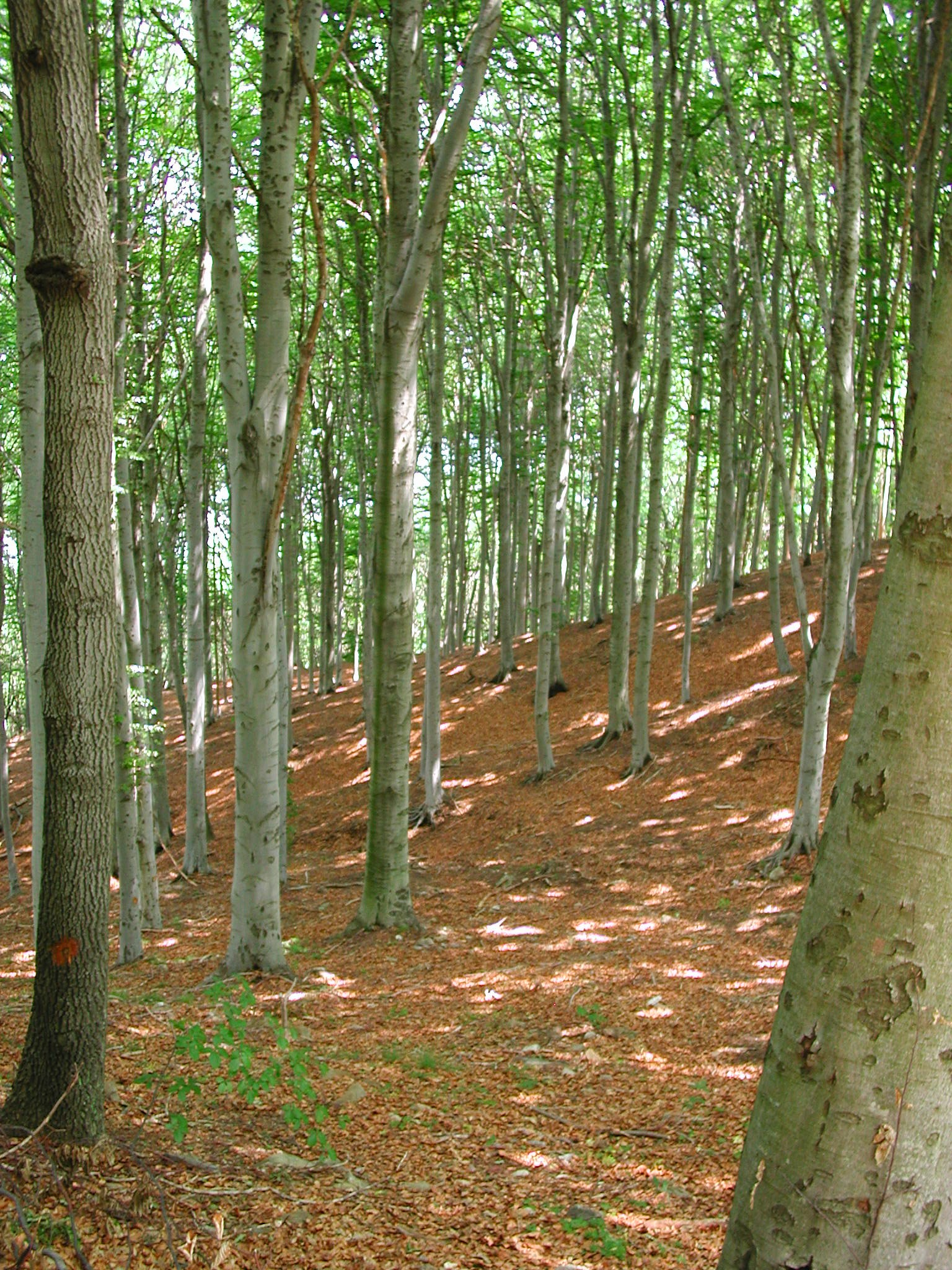
Kastanienwald
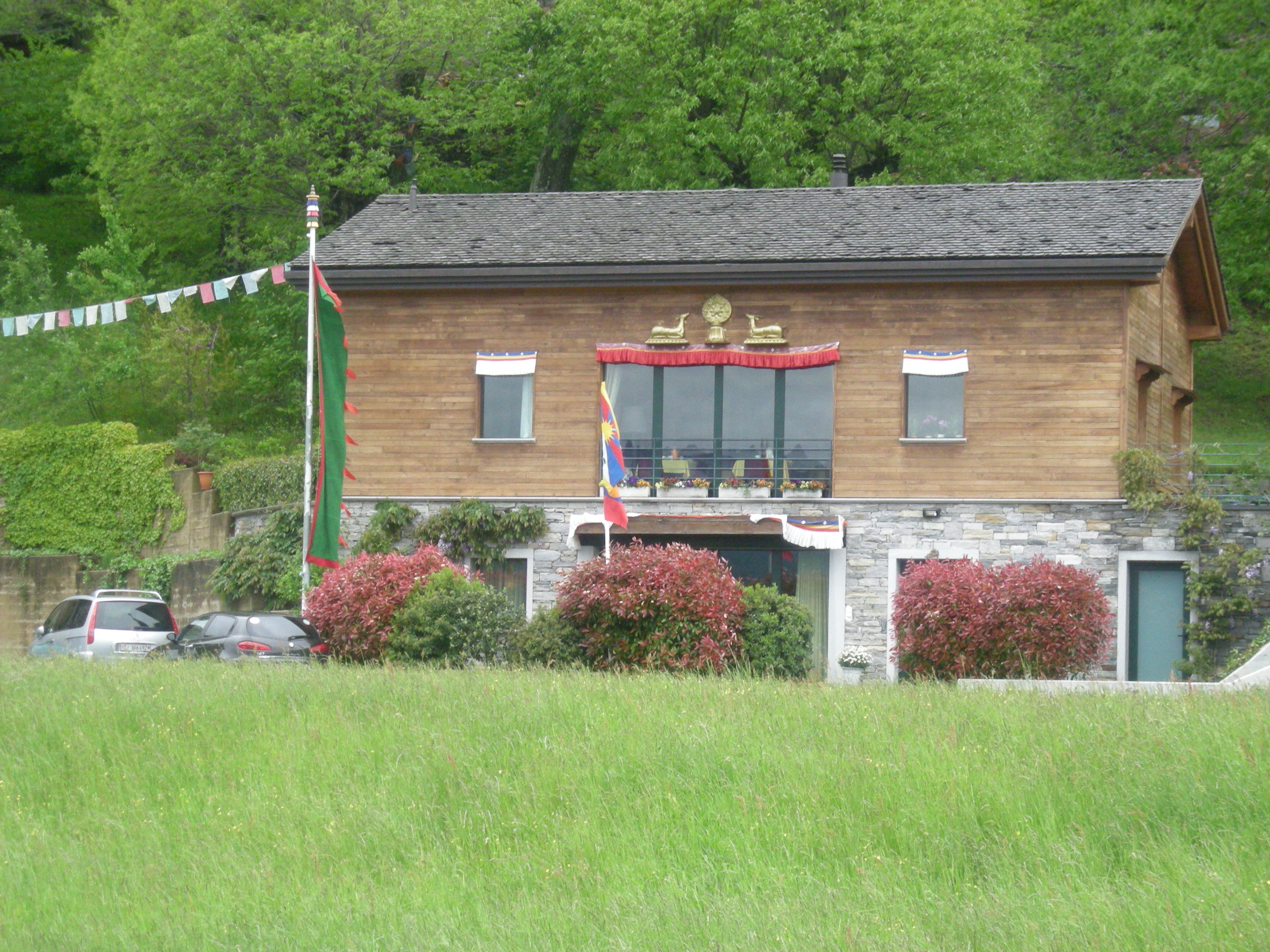
Tibet Zentrum